# Sean Young
Mary Sean Young, lepiej znana jako Sean Young (ur. 20 listopada 1959 w Louisville) – amerykańska aktorka filmowa i telewizyjna, także reżyser, modelka i tancerka.
W 2014 r. na Międzynarodowym Festiwalu Filmowym w Oldenburgu w Niemczech otrzymała własną Gwiazdę Doskonałości w Alei Sław.

## Życiorys

### Wczesne lata
Przyszła na świat w Louisville w Kentucky jako córka Lee Guthrie (z domu Mary Lee Kane), scenarzystki, kierowniczki zajmującej się public relations / dziennikarki, i Donalda Younga, dziennikarza / producenta telewizyjnych wiadomości. Jej rodzina była pochodzenia irlandzkiego, angielskiego, szkockiego i szwajcarsko–niemieckiego. Jej siostra Cathleen Young została scenarzystką. Po ukończeniu Cleveland Heights High School w Ohio, naukę kontynuowała na wydziale tańca w Interlochen Arts Academy w Michigan (1978). Uczęszczała do School of American Ballet w Nowym Jorku. Pracowała jako modelka i tancerka.

### Kariera
Debiutowała na scenie w Los Angeles w sztuce Stardust. W 1980 r. zagrała swoją pierwszą rolę filmową jako Ariadne w dramacie Jamesa Ivory Jane Austen na Manhattanie (Jane Austen in Manhattan) u boku Anne Baxter i Roberta Powella. Była przesłuchana do roli Marion Ravenwood w filmie Stevena Spielberga Poszukiwacze zaginionej Arki (Raiders of the Lost Ark, 1981), która jednak przypadła Karen Allen. Po występie w komedii Szarże (Stripes, 1981) z Billem Murrayem i Haroldem Ramisem, uznanie przyniosła jej rola replikantki Rachel w filmie fantastycznonaukowym Ridleya Scotta Łowca androidów (Blade Runner, 1982) obok Harrisona Forda i Rutgera Hauera. Potem dostała rolę dr Stephanie Brody w parodii filmów medycznych Garry’ego Marshalla Zakochani młodzi lekarze (Young Doctors in Love, 1982). W filmie fantastycznonaukowym Davida Lyncha Diuna (1984) z udziałem Kyle’a MacLachlana, Virginii Madsen, Franceski Annis i wokalisty Stinga pojawiała się jako Chani.
W dreszczowcu politycznym Rogera Donaldsona Bez wyjścia (No Way Out, 1987) z Kevinem Costnerem i Gene’em Hackmanem zagrała kochankę sekretarza obrony USA. Następnie wystąpiła w dramacie kryminalnym Olivera Stone’a Wall Street (1987) w roli żony bogatego i bezwzględnego finansisty (Michael Douglas). 
Na planie dramatu Harolda Beckera Zastrzyk energii (The Boost, 1988) na podstawie książki Bena Steina poznała Jamesa Woodsa, który w 1989 r. złożył przeciwko niej pozew o nękanie jego i jego ówczesnej narzeczonej, twierdząc, że oprócz innych destrukcyjnych zachowań, Young zostawiła oszpeconą lalkę na jego progu. Young zaprzeczyła zarzutom i twierdziła, że Woods złożył pozew na złość. Sprawa została rozstrzygnięta pozasądowo w 1989 r.; Young otrzymała 227 tys. dolarów na pokrycie kosztów prawnych.
Planowała zagrać Vicki Vale w Batmanie (1989) z Jackiem Nicholsonem, ale złamała obojczyk podczas jednej ze scen jazdy konnej z Michaelem Keatonem i została zastąpiona przez Kim Basinger. Za podwójną rolę bliźniaczek Ellen i Dorothy Carlsson w dreszczowcu Pocałunek przed śmiercią (A Kiss Before Dying, 1991) zdobyła dwie Złote Maliny jako najgorsza aktorka i najgorsza aktorka drugoplanowa. Miała zagrać rolę Tess Trueheart w filmie kryminalnym Dick Tracy  (1990), ale ostatecznie została obsadzona Glenne Headly; Young twierdziła później, że jej zwolnienie było karą za odrzucenie zalotów Warrena Beatty’ego, reżysera i odtwórcy tytułowej roli, czemu Beatty zaprzecza. Chciała tak bardzo zagrać rolę Kobiety-Kota w Powrocie Batmana (Batman Returns, 1992), że nosiła obcisły strój komiksowej postaci i spróbowała stanąć twarzą w twarz z Timem Burtonem i Michaelem Keatonem, lecz ostatecznie rolę tę w kasowym hicie kinowym zagrała Michelle Pfeiffer. Rola nieustępliwej prokurator okręgowej w dreszczowcu Zbrodnie z miłości (Love Crimes, 1992) z Patrickiem Berginem i Jamesem Readem przyniosła jej nominację do kolejnej Złotej Maliny jako najgorszej aktorki, a za postać Phoebe w czarnej komedii Była sobie zbrodnia (Once Upon A Crime, 1992) była nominowana do Złotej Maliny jako najgorsza aktorka drugoplanowa. Następną nominację do Złotej Maliny zdobyła w 1995 r. za drugoplanową rolę Marie Barth w komediodramacie I kowbojki mogą marzyć (Even Cowgirls Get the Blues, 1993) z Umą Thurman. Była na okładkach magazynów takich jak „People”, „Entertainment Weekly” i „Harper’s Bazaar”. 
W zwariowanej komedii Toma Shadyaca Ace Ventura: Psi detektyw (Ace Ventura: Pet Detective, 1994) z Jimem Carreyem i Courteney Cox zagrała policjantkę z Miami porucznik Lois Einhorn. Rola Helen Hyde w komedii romantycznej Doktor Jekyll i panna Hyde (Dr. Jekyll and Ms. Hyde, 1995) przyniosła jej dwie nominacje do Złotej Maliny – jako najgorszej aktorki i jako najgorszej pary ekranowej z Timem Dalym. Za kreację dr Sarah Chambers w dreszczowcu krótkometrażowym Kto chce deser? (Who Wants Dessert?, 2020) otrzymała nagrodę dla najlepszej aktorki drugoplanowej w filmie krótkometrażowym na Hollywoodzkim Festiwalu Filmów Niezależnych Reel.

## Życie prywatne
24 listopada 1990 r. wyszła za mąż za aktora i muzyka Roberta Lujana, z którym ma dwóch synów: Rio Kelly (ur. 2 listopada 1994) i Quinna Lee (ur. 26 stycznia 1998). 29 kwietnia 2002 r. doszło do rozwodu. W 2002 r. spotykała się z producentem filmowym Frankiem Howsonem. 
W 2008 r. poddała się leczeniu odwykowemu w związku z uzależnieniem alkoholowym. W latach 2008–2009 była związana z Johnem Kerwinem, gospodarzem programu The John Kerwin Show. W 2011 r. Robert Lujan i Sean Young ponownie zawarli związek małżeński.

## Filmografia

### Filmy fabularne
- 1980: Jane Austen na Manhattanie (Jane Austen in Manhattan) jako Ariadne Charlton
- 1981: Szarże (Stripes) jako Louise
- 1982: Łowca androidów (Blade Runner) jako Rachael
- 1982: Zakochani młodzi lekarze (Young Doctors in Love) jako dr Stephanie Brody
- 1984: Diuna jako Chani
- 1985: Baby: Secret of the Lost Legend jako Susan Matthews-Loomis
- 1987: Bez wyjścia (No Way Out) jako Susan Atwell
- 1987: Arena Brains (film krótkometrażowy) jako artystka na przyjęciu
- 1987: Wall Street jako Kate Gekko
- 1988: Zastrzyk energii (The Boost) jako Linda Brown
- 1989: Kuzyni (Cousins) jako Tish
- 1990: Ogniste ptaki (Fire Birds) jako Billie Lee Guthrie
- 1991: Pocałunek przed śmiercią (A Kiss Before Dying) jako Ellen / Dorothy Carlsson
- 1992: Zbrodnie z miłości (Love Crimes) jako Dana Greenway
- 1992: Była sobie zbrodnia (Once Upon A Crime)
- 1992: Błękitny lód (Blue Ice) jako Stacy Mansdorf
- 1992: Hold Me Thrill Me Kiss Me jako Twinkle
- 1993: Fatalny instynkt (Fatal Instinct) jako Lola Cain
- 1993: Forever jako Mary Miles Minter
- 1993: I kowbojki mogą marzyć (Even Cowgirls Get the Blues) jako Marie Barth
- 1994: Ace Ventura: Psi detektyw (Ace Ventura: Pet Detective) jako Lois Einhorn
- 1995: Mirage jako Jennifer Gale
- 1995: Doktor Jekyll i panna Hyde (Dr. Jekyll and Ms. Hyde) jako Helen Hyde
- 1995: Bolt (wideo) jako Patty Deerheart
- 1996: Dziedzictwo (The Proprietor) jako Virginia Kelly
- 2001: Ptaszek w klatce (Mockingbird Don't Sing) jako dr Judy Bingham
- 2001: Słodkie i ostre (Sugar & Spice) jako pani Hill
- 2002: Strefa zniszczenia (Aftermath) jako Rachel Anderson
- 2004: Until the Night jako Cosma
- 2014: M.A.R.R.A jako Zoe
- 2015: Darling jako Madame

### Filmy TV
- 1986: Krew i orchidee (Blood & Orchids) jako Leonore Bergman
- 1992: Rysopis mordercy (Sketch Artist) jako Rayanne Whitfield
- 1993: Model by Day jako Mercedes
- 1994: Świadek egzekucji (Witness to the Execution ) jako Jessica Traynor
- 1996: Oblicze zła (Evil Has a Face) jako Gwen McGerrall
- 1996: Pokonać los (Everything to Gain) jako Mallory Ashton Jordan Keswick
- 2005: Obnażyć prawdę (Third Man Out) jako Ann Rutka

### Seriale TV
- 1984: American Playhouse jako Myra Harper
- 1985: Czuła jest noc (Tender Is the Night) jako Rosemary Hoyt
- 2002: Brygada ratunkowa (Third Watch) jako Nancy
- 2003: Król koki (Kingpin) jako Lorelei Klein
- 2003: Boston Public jako Candy Sobell
- 2004: Reno 911! jako Nowy Wiegel - Zastępca Wendy Kelton
- 2005: Jesienin jako Isadora Duncan
- 2006: CSI: Kryminalne zagadki Miami (CSI: Crime Scene Investigation) jako Dusty
- 2007: Ostry dyżur (ER) jako Anna Hayes
- 2007: Pogoda na miłość (One Tree Hill) jako Hope Brown
- 2010–2011: Żar młodości (The Young and The Restless) jako Meggie McClaine